# Copilia quadrata
Copilia quadrata – gatunek widłonoga z rodziny Sapphirinidae. Został on opisany pomiędzy 1849 a 1852 rokiem przez amerykańskiego geologa i zoologa Jamesa Dwighta Danę.